# Leul din Mari
Leul din Mari (în engleză: Lion of Mari; în franceză: Lion de Mari) este o statuie de cupru ce înfățișează un leu descoperit în anul 1936 de arheologul francez André Parrot în Templul Leilor din Mari (în Siria). Leul a fost deteriorat în timpul distrugerii sitului arheologic, astfel doar partea din față rămânând. Statuia se află în prezent în Departamentul Antichităților Orientale din Muzeul Luvru din Paris, Franța.

## Galerie

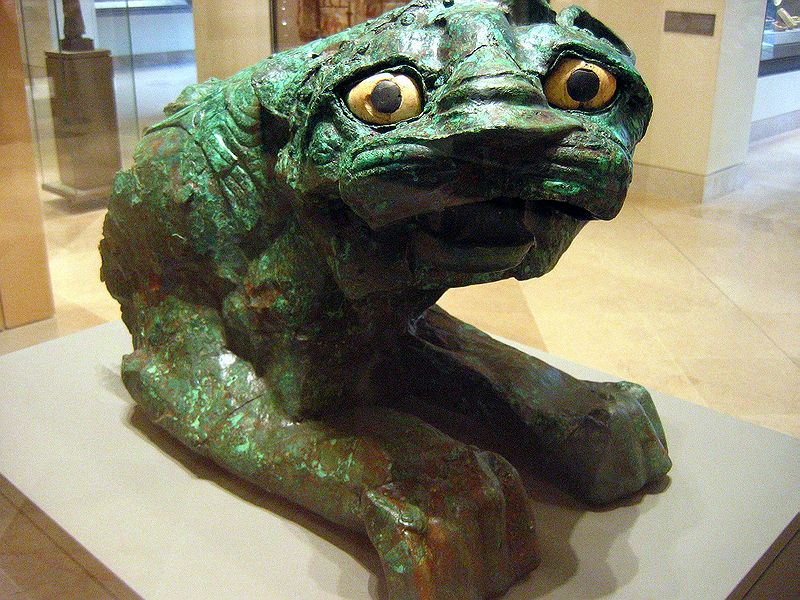
Leul din Mari expus în Muzeul Luvru din Paris, Franța
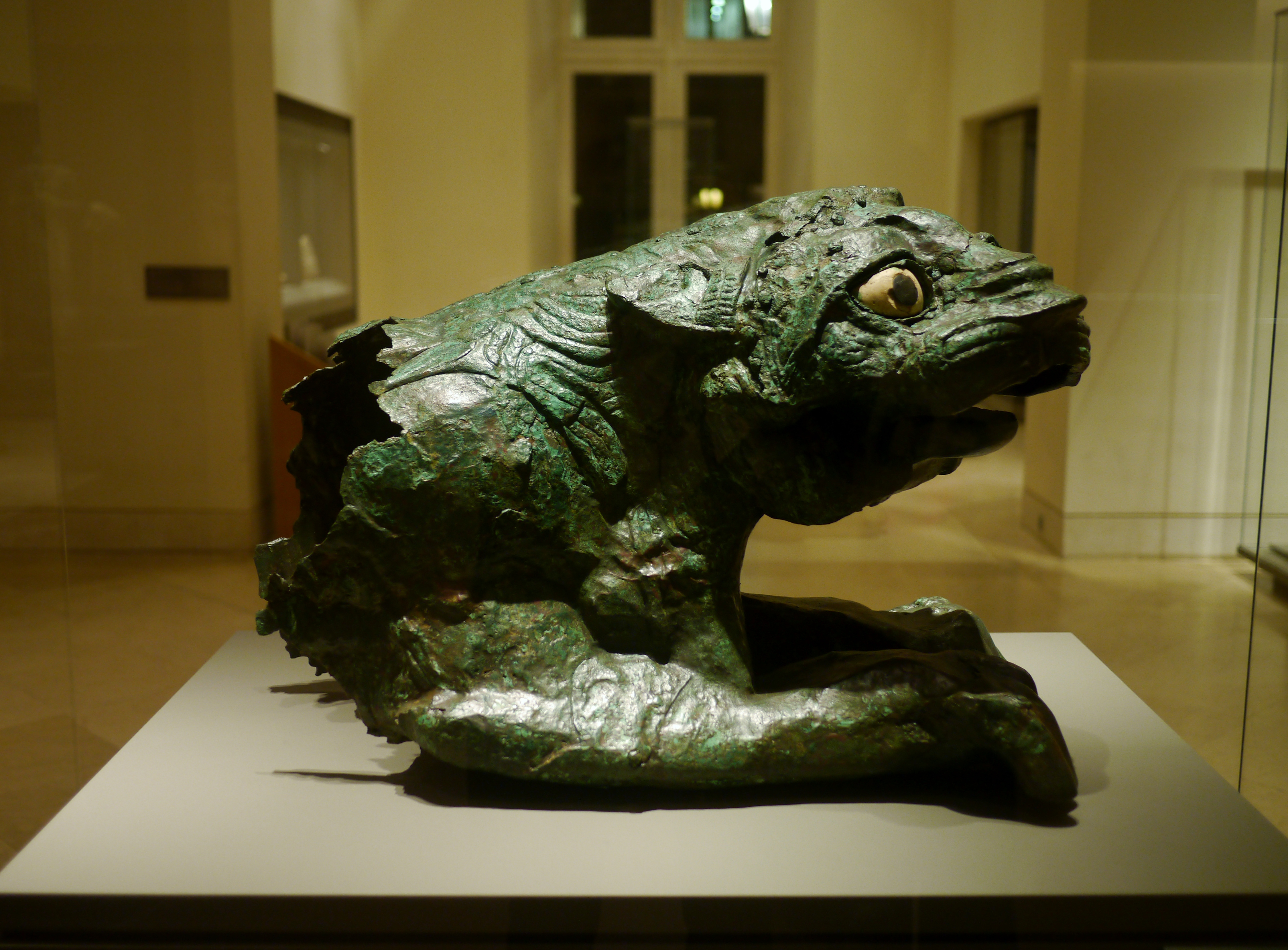

## Legături externe
- en Statue of a lion  Arhivat în 28 mai 2017, la Wayback Machine.